# Dixella solomonis
Dixella solomonis är en tvåvingeart som beskrevs av John Nicholas Belkin 1962. Dixella solomonis ingår i släktet Dixella och familjen u-myggor. Inga underarter finns listade i Catalogue of Life.